# 卡什舒·那丁·阿海
卡什舒·那丁·阿海（约公元前1007年——约公元前1005年前后在位）（英語：Kashshu-nadin-ahi）巴比伦第五王朝的末任国王。承袭埃阿·穆金·泽瑞之位。在位时期发生严重饥荒，致使局势动荡不安。统治仅数年即为埃乌尔玛什·沙金·舒米所取代，建立巴比伦第六王朝。